# Ghiacciaio Trooz
Il ghiacciaio Trooz (in inglese Trooz Glacier) (65°20′S 63°58′W) è un ghiacciaio lungo circa 28 km e largo 2,8 km alla bocca, situato sulla costa di Graham, nella parte occidentale della Terra di Graham, in Antartide. Il ghiacciaio, il cui punto più alto si trova 130 m s.l.m., è situato in particolare sulla penisola Kiev e fluisce verso ovest fino a entrare nella parte settentrionale della baia di Collins.

## Storia
Il ghiacciaio Trooz è stato avvistato e mappato per la prima volta durante la seconda spedizione antartica francese al comando di Jean-Baptiste Charcot, 1908-1910, ed è stato poi così battezzato su suggerimento del Comitato consultivo dei nomi antartici in onore di J. de Trooz, ministro belga dell'interno e della pubblica istruzione, il cui ruolo fu fondamentale nel reperimento di fondi per la pubblicazione dei risultati scientifici della Spedizione belga in Antartide, 1897-99.